# Pyrola nephrophylla
Pyrola nephrophylla là một loài thực vật có hoa trong họ Thạch nam. Loài này được Andres miêu tả khoa học đầu tiên.

## Hình ảnh

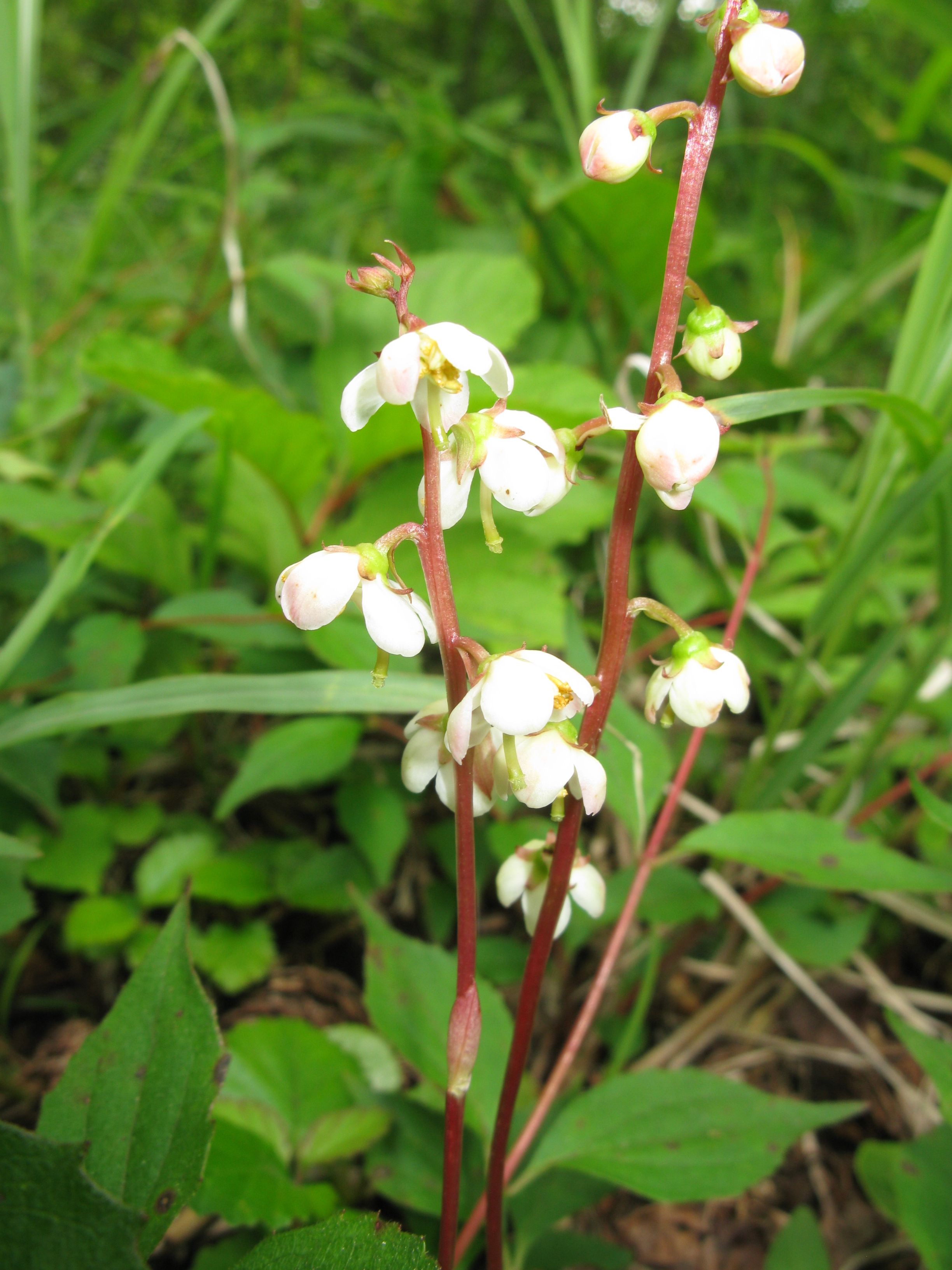
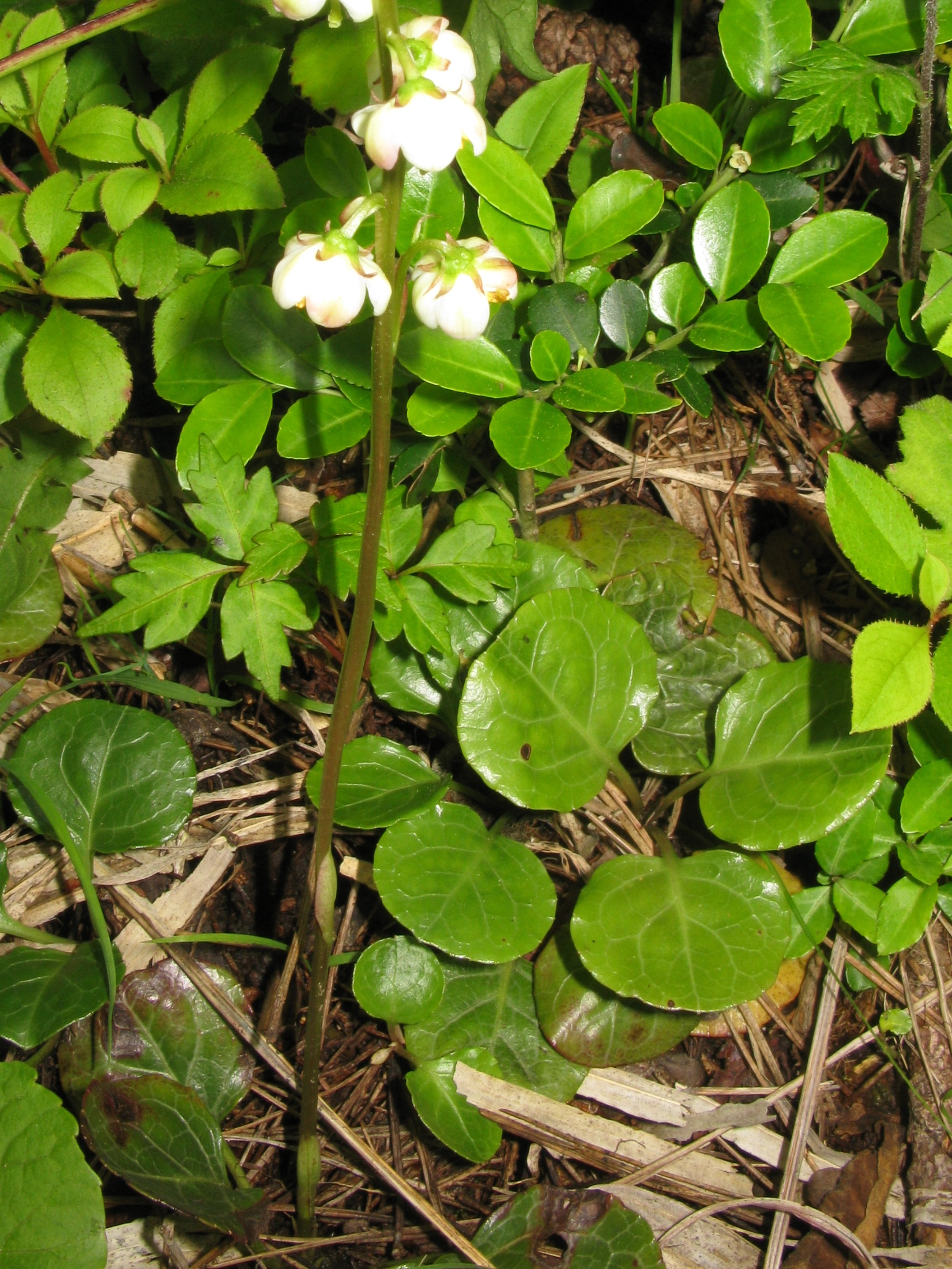
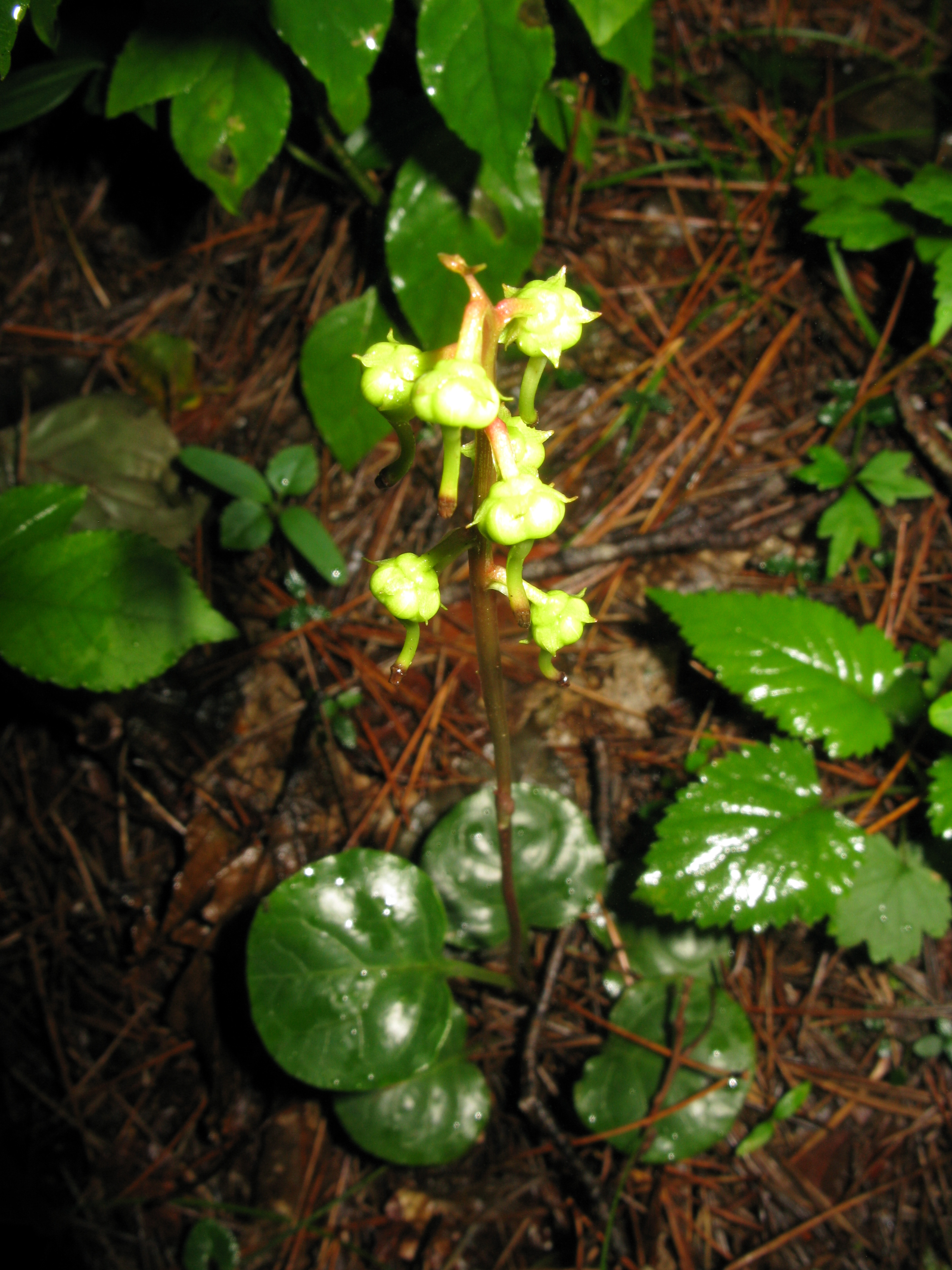